# ويليام ه بويس
ويليام ه بويس (بالإنجليزية: William H. Boyce) (و. 1855 – 1942 م) هو سياسي، ومحام من الولايات المتحدة الأمريكية ولد في لوريل.
وهو عضو في الحزب الديمقراطي الأمريكي .